# Jocs Olímpics d'Hivern de 2030
Els Jocs Olímpics d'Hivern de 2030, coneguts oficialment com els XXVI Jocs Olímpics d'Hivern, seran un esdeveniment multiesportiu internacional que s'organitzarà en els Alps francesos.

## Procés de licitació
El nou procés de licitació del COI es va aprovar a la 134a sessió del COI el 24 de juny de 2019 a Lausana, Suïssa. Les propostes clau, impulsades per les recomanacions rellevants de l'Agenda Olímpica 2020, són:
- Establir un diàleg permanent i continu per explorar i crear interès entre les ciutats/regions/països i els Comitès Olímpics Nacionals per a qualsevol esdeveniment olímpic
- Crear dues Comissions de Futures Seus (Jocs d'Estiu i d'Hivern) per supervisar l'interès en futurs esdeveniments olímpics i informar la comissió executiva del COI
- Donar més influència a la Sessió del COI fent que membres no executius de la junta formin part de les Comissions de Futures Seus.

El COI també va modificar la Carta Olímpica per augmentar-ne la flexibilitat, eliminant la data d'elecció de 7 anys abans dels jocs, i canviant la seu d'una sola ciutat/regió/país a diverses ciutats, regions o països.

### Futures Comissions d'Hivern Amfitriones
La composició completa de les Comissions d'Hivern, que supervisen els amfitrions interessats o els possibles amfitrions en què el COI es vulgui centrar, és la següent:
| Membres del COI (4)                                                             | Altres membres (4)                                                                                   |
| ------------------------------------------------------------------------------- | --- |
| - Octavian Morariu (president) - Gunilla Lindberg - Karl Stoss - Samira Asghari | - Zhang Hong (atletes) - Ivo Ferriani (AIOWF) - Neven Ilic (NOCs) - Rita van Driel (membre de l'IPC) |

### Etapes del diàleg
Segons les normes de conducta de la Comissió de la Futura Seu, el nou sistema de licitació del COI es divideix en 2 etapes de diàleg:
- Diàleg continu: Converses sense compromís entre el COI i les parts interessades (Ciutat/Regió/País/Consell Olímpic interessat a acollir) pel que fa a l'acolliment de futurs esdeveniments olímpics.
- Diàleg específic: Converses específiques amb una o més parts interessades (denominades seu(s) preferida(s)), segons les instruccions de la Comissió Executiva del COI. Això segueix una recomanació de la Comissió de Futures Seus com a resultat del diàleg continu.

## Parts licitadores
Octavian Morariu, president de la Comissió de Futures Seus d'Hivern, va anunciar les tres primeres candidatures potencials durant la 135a sessió del COI al Centre de Convencions SwissTech de Lausana (Suïssa). Va esmentar Salt Lake City, dels Estats Units, Sapporo, del Japó i d'Espanya: Barcelona i la regió dels Pirineus que havien fet estudis de viabilitat. Vancouver (Canadà) va presentar una candidatura preliminar el febrer de 2021.

### Els interessats
Les parts interessades són aquelles ciutats o regions que han expressat el seu interès potencial per albergar els Jocs. Fins ara, quatre Comitès Olímpics Nacionals, han expressat el seu interès. Són els següents:
- Barcelona-Pirineus, Catalunya, Espanya; Barcelona ja va ser seu dels Jocs Olímpics d'Estiu de 1992. La proposta hauria fet que Barcelona acollís els esports de gel i les cerimònies d'obertura i clausura dels Jocs Olímpics a l'Estadi Olímpic Lluís Companys juntament amb vuit esports a altres ciutats d'Espanya. Però el 30 de desembre de 2023 s'anuncià que el govern de la Generalitat de Catalunya tancava la porta a optar aquests Jocs Olimpics d'Hivern, argumentant que la situació climàtica dels Pirineus els feien "inviables".[10]
- Salt Lake City, Utah, Estats Units; seu dels Jocs Olímpics d'Hivern de 2002. El febrer de 2020, després de l'anunci de la candidatura de Sapporo, es va considerar que el comitè organitzador de la candidatura de Salt Lake City traslladava la seva intenció de presentar una candidatura per als Jocs de 2034, ja que els Jocs d'Estiu estan previstos per a Los Angeles el 2028.[11] En la primera reunió de juny de 2021, el comitè organitzador va considerar si havia de canviar la candidatura per al 2030 o 2034.[12] La decisió de Salt Lake City sobre la candidatura per als Jocs Olímpics d'Hivern de 2030 o 2034 podria prendre's després que finalitzi Pequín 2022. El president i director executiu del Comitè de la Candidatura de Salt Lake City, Fraser Bullock, va esmentar que la petita finestra entre els Jocs de Los Angeles 2028 i uns possibles Jocs de Salt Lake City 2030 podria ser una veritable dificultat per gestionar i que l'estudi de viabilitat encara està en curs.[13] El IOC va enviar una delegació a Salt Lake City, del 27 al 29 d'Abril del 2022, per tal d'inspeccionar i realitzar una visita tècnica dels llocs de competició, cerimònia i Vila Olímpica.[14]
- Sapporo, Hokkaido, Japó; seu dels Jocs Olímpics d'Hivern de 1972, i també de les proves de marató i marxa atlètica dels Jocs Olímpics d'Estiu de 2020. Sapporo va acollir els Campionats del Món d'Esquí Nòrdic de la FIS el 2007.
- Vancouver-Whistler, Colúmbia Britànica, Canadà; Vancouver i Whistler van acollir junts els Jocs Olímpics d'Hivern de 2010. Vancouver va ser seu dels Campionats Mundials de Patinatge Artístic de la ISU de 1960 i 2001, dels Campionats Mundials de Patinatge de Velocitat en Distàncies Individuals de la ISU de 2 Campionats Mundials de Bobsleigh i Skeleton de la IBSF de 2019, dels Campionats Mundials de Curling Masculí de 1966 i 1987 i dels Campionats Mundials de Luge de la FIL de 2013. Whistler va acollir els Campionats del Món d'Esquí d'Est de 2001 i els Campionats del Món de Snowboard de la FIS de 2005, i està previst que aculli els Jocs Invictus de 2025 a Vancouver-Whistler. La Columbia Britànica ha acollit altres competicions importants a tots els esports olímpics d'estiu i hivern.

## Evolucions
L'opció de la candidatura conjunta dels Jocs Olímpics d'Hivern de 2030 a Pirineus organitzada per Catalunya i Aragó partia com a favorita des de l'inici, no obstant això, les desconfiances mútues entre ambdues comunitats autònomes espanyoles van desbaratar totes les seues opcions.
L'COI designà finalment als Alps francesos per a albergar els JJOO d'Hivern 2030 a Salt Lake en 2034 i a Suïssa como candidata preferent per a 2038.

### Detalls de l'oferta
| Part oferent       | País         | Comitè Olímpic Nacional                  | Web de la Comissió d'Ofertes | Estat          |
| ------------------ | ------------ | ---------------------------------------- | ---------------------------- | -------------- |
| Barcelona-Pirineus | Espanya      | Comitè Olímpic Espanyol (COE)            |                              | No interessats |
| Salt Lake City     | Estats Units | Comitè Olímpic dels Estats Units (USOPC) |                              | Interessats    |
| Sapporo            | Japó         | Comitè Olímpic Japonès (JOC)             | sapporo2030.jp               | Interessats    |
| Vancouver-Whistler | Canadà       | Comitè Olímpic Canadenc (COC)            |                              | Interessats    |

## Ofertes potencials
- Almati, Kazakhstan[20][21]
- Borjomi, Geòrgia[22]
- Leipzig, Alemanya[23]
- Sarajevo, Bòsnia i Hercegovina[24]
- Savoia, França[25][26]

## Drets d'emissió
- Brasil – Grupo Globo[27]
- Canadà – CBC/Radio-Canada[28]
- Xina - CMG[29]
- Japó – Japan Consortium[30]
- Corea – JTBC[31]
- Estats Units – NBC[32]

Als Estats Units, aquests Jocs tornaran a ser retransmesos per NBCUniversal, com a part del seu contracte de 7,75 mil milions de dòlars per emetre els Jocs Olímpics fins al 2032.